# Крымская военно-морская база
Крымская военно-морская база (сокращённо Крымская ВМБ) — разнородное оперативно-территориальное объединение Черноморского флота ВМФ СССР и ВМФ России, существовавшее в 1976—1996 годах и воссозданное в 2014 году.

## История
Формирование Крымской военно-морской базы было вызвано необходимостью расширения системы базирования и повышения эффективности поддержания благоприятного оперативного режима в центральной и северо-западной частях Чёрного моря. База была сформирована 8 апреля 1976 года на озере Донузлав (Западный Крым) с границами операционной зоны от устья реки Дунай до города Алушта. Для создания базы потребовалось соединить озеро Донузлав с морем каналом, произвести дноуглубительные работы и начать строительство причалов. В состав базы были включены: 17-я бригада противолодочных кораблей; 92-я бригада тральщиков; 68-я бригада кораблей охраны водного района; 197-я бригада десантных кораблей (в 1983 году переформирована в 39-ю дивизию морских десантных сил); 296-й отдельный Констанцский дивизион ракетных катеров (с базированием на Черноморское); 307-й дивизион кораблей охраны водного района; 80-й дивизион кораблей резерва; тыл базы; 47-й район гидрографической службы.
В задачи базы входили: обеспечение рассредоточения и манёвренного базирования сил; поддержание благоприятного оперативного режима в своей операционной зоне; оборона базирования кораблей, обеспечение их развёртывания и возвращения в пункты базирования; защита судоходства; охрана государственной границы в подводной среде. Значимость базы была существенно повышена в связи с включением в её состав соединения ракетных катеров. Нависающее положение базы над главным направлением действий группировок флота — зоны Черноморских проливов (Босфор и Дарданеллы), позволяло планировать использование сил Крымской ВМБ в действиях флота по уничтожению подводных лодок и кораблей противника в юго-западной части Чёрного моря и по блокадным действиям пролива Босфор.
В первые годы своего существования база находилась под личным управлением главнокомандующего ВМФ СССР Сергея Георгиевича Горшкова. В 1976 году на должность командира базы был назначен контр-адмирал Юрий Викторович Крылов. При его непосредственном участии были спланированы и выполнены проекты здания штаба, тыла Крымской базы, улиц, проспекта и приморского парка в Новоозёрном. Также в этом время в составе базы служил контр-адмирал Фёдор Иванович Кантур в должности начальника политического отдела. В честь Кантура в посёлке была названа одна из улиц. в 1979 году командиром базы был назначен Игорь Георгиевич Махонин, который позже стал контр-адмиралом.
В 1983 году базу возглавил Игорь Васильевич Кудряшов, который до этого работал в должности начальника штаба, а позже дослужился до звания вице-адмирала. Затем, в 1987 году гарнизон возглавил капитан 1-го ранга Алексей Иванович Фролов. В конце 1980-х и начале 1990-х штаб базы возглавлял Борис Борисович Кожин, а в марте 1992 года на некоторое время стал командиром базы. Затем он стал командующим ВМС Украины. В 1992 году командиром базы стал Александр Сергеевич Цубин.
До момента расформирования корабли базы несли боевую службу в Чёрном и Средиземном морях, в западной Атлантике, в Красном море и Персидском заливе, где выполняли задачи охраны судоходства и боевого траления. В период с 1976 по 1996 годы корабли базы совершили 118 выходов на боевую службу, где находились 11 540 суток и прошли 788 130 морских миль, сделав при этом 94 деловых захода в 18 портов девяти стран мира.
В начале 1990-х годов корабли Крымской ВМБ обеспечивали действия отрядов боевых кораблей флота в районе Кавказского побережья, осуществляли эвакуацию гражданского населения из Сухуми. С конца 1994 года база начала передачу ВМС Украины кораблей, техники, оборудования, вооружения, боеприпасов и материальных средств, после чего была 1 мая 1996 года расформирована.
9 июля 1996 года на месте Крымской военно-морской базы была сформирована Южная военно-морская база ВМС Украины, прекратившая своё существование в марте 2014 года.
Была вновь сформирована 1 декабря 2014 года. Штаб объединения находится в Севастополе, в том месте, где ранее находился штаб ВМС Украины. Командиром ВМБ назначен капитан 1 ранга Юрий Земский.
В зону её ответственности вошло Чёрное море от границы с Украиной на западе и до Керченского пролива на востоке. В состав базы включены 41-я бригада ракетных катеров, 68-я бригада кораблей охраны водного района и 197-я бригада десантных кораблей, а также формирования боевого и тылового обеспечения.
В ноябре 2019 года торжественно получила боевое знамя нового образца.

## Состав по состоянию на 2022 год
| #                                         | Проект | Название                 | Класс | Год  | Статус                           |
| ----------------------------------------- | ------ | ------------------------ | ----- | ---- | -------------------------------- |
| 166-й дивизион малых ракетных кораблей    |        |                          |       |      |                                  |
| 615                                       | 1239   | Бора                     | МРК   | 1989 | В строю                          |
| 616                                       | 1239   | Самум                    | МРК   | 2000 | Атакован ВСУ 14.09.23; в ремонте |
| 652                                       | 21631  | Град Свияжск             | МРК   | 2014 | В строю                          |
| 651                                       | 21631  | Великий Устюг            | МРК   | 2014 | В строю                          |
| 609                                       | 21361  | Вышний Волочёк           | МРК   | 2018 | В строю                          |
| 295-й Сулинский дивизион ракетных катеров |        |                          |       |      |                                  |
| 962                                       | 1241   | Р-71 «Шуя»               | МРК   | 1985 | Выведен в 2023 году              |
| 955                                       | 1241   | Р-60 «Буря»              | МРК   | 1987 | В строю                          |
| 953                                       | 1241   | Р-239 «Набережные Челны» | МРК   | 1989 | В строю                          |
| 954                                       | 1241   | Р-334 «Ивановец»         | МРК   | 1989 | Уничтожен ГУР МО Украины         |
| 952                                       | 1241   | Р-109 «Бриз»             | МРК   | 1990 | В строю                          |

| #                                       | Проект | Название           | Класс | Год  | Статус                                                |
| --------------------------------------- | ------ | ------------------ | ----- | ---- | ----------------------------------------------------- |
| 400-й дивизион противолодочных кораблей |        |                    |       |      |                                                       |
| 059                                     | 1124М  | Александровец      | МПК   | 1982 | В отстое                                              |
| 064                                     | 1124М  | Муромец            | МПК   | 1982 | В строю                                               |
| 071                                     | 1124М  | Суздалец           | МПК   | 1983 | В строю                                               |
| 418-й дивизион тральщиков               |        |                    |       |      |                                                       |
| 911                                     | 266-М  | Иван Голубец       | МТЩ   | 1973 | Атакован ВСУ 29.10.22; после ремонта вернулся в строй |
| 913                                     | 266-М  | Ковровец           | МТЩ   | 1974 | В строю                                               |
| 912                                     | 266-М  | Турбинист          | МТЩ   | 1975 | В строю                                               |
| 909                                     | 266-М  | Вице-адмирал Жуков | МТЩ   | 1978 | В строю                                               |

| #   | Проект | Название             | Класс | Год  | Статус                                    |
| --- | ------ | -------------------- | ----- | ---- | ----------------------------------------- |
| 148 | 1171   | «Орск»               | БДК   | 1968 | В строю                                   |
| 152 | 1171   | «Николай Фильченков» | БДК   | 1975 | В строю                                   |
| 158 | 775    | «Цезарь Куников»     | БДК   | 1986 | Атакован ГУР МО Украины 14.02.24; затонул |
| 142 | 775    | «Новочеркасск»       | БДК   | 1987 | Уничтожен ВСУ 26.12.23                    |
| 156 | 775    | «Ямал»               | БДК   | 1988 | Атакован 23.03.2024                       |
| 151 | 775    | «Азов»               | БДК   | 1990 | Атакован 23.03.2024                       |

## Командиры базы
Базой в различное время командовали:
ВМФ СССР
- 1976—1979— контр-адмирал Крылов, Юрий Викторович;
- 1979—1983 — контр-адмирал Махонин, Игорь Георгиевич;
- 1983—1987 — контр-адмирал Кудряшов, Игорь Васильевич;
- 1987—1992 — вице-адмирал Фролов, Александр Иванович;

ВМФ России
- 1992 — контр-адмирал Кожин, Борис Борисович;
- 1992—1996 — вице-адмирал Цубин, Александр Сергеевич.
- 2014—2017 — контр-адмирал Земский, Юрий Станиславович.
- 2017—2021 — капитан 1-го ранга, контр-адмирал Гуринов, Олег Георгиевич.
- с 2021 — контр-адмирал Меньков, Феликс Владимирович.